# The Quatermass Experiment (film)
The Quatermass Experiment è un film per la televisione di fantascienza britannico del 2005 diretto da Sam Miller. Si tratta del remake della miniserie televisiva del 1953 The Quatermass Experiment, prima della serie di opere che hanno per protagonista il professor Quatermass.

## Trasmissione e distribuzione
Il film è stato trasmesso in diretta televisiva dal vivo il 2 aprile 2005 da BBC Four. Il film è stato in seguito distribuito in DVD in inglese dalla DD Home Entertainment.
Il film è inoltre conosciuto anche con il titolo Эксперимент Куотермасса (Russia).